# Репортаж: Апокаліпсис
«Репортаж: Апокаліпсис» — кінофільм режисера Жауме Балагуэро, що вийшов на екрани в 2014 році.

## Зміст
Журналістка Анджела Відал не загинула, як могло здатися в самій кінцівці першого фільму. Після всіх подій її виявляють живою і поміщають на карантин, в повній ізоляції на деякому нафтовому танкері, спеціально обладнаному для таких цілей, який дрейфує в морі. Але ніхто крім Анджели не здогадується про масштабаи небезпеки, що вона несе в собі дивну і вельми смертоносну інфекцію...

## Ролі
| Актор                | Роль |
| -------------------- | ---- |
| Мануела Веласко      | -    |
| Ектор Коломе         | -    |
| Марія Альфонса Россо | -    |
| Пако Мансанедо       | -    |
| Кріспуло Кабесас     | -    |
| Ісмаель Фріч         | -    |
| Маріано Венансіо     | -    |
| Еміліо Буале         | -    |
| Хав'єр Лаорден       | -    |
| Пако Обрегон         | -    |

## Знімальна група
- Режисер — Жауме Балагуэро
- Сценарист — Жауме Балагуеро, Ману Дієс
- Продюсер — Хуліо Фернандес, Валентина Чідічіно, Карлос Фернандес
- Композитор — Арнау батальєрів